# 山本マサユキ
山本 マサユキ（やまもと マサユキ、1968年1月28日 - ）は、日本の漫画家、2022年日本カー・オブ・ザ・イヤー選考委員。本名・山本昌幸。千葉県船橋市出身。東京都江東区在住

## 来歴
アフタヌーン四季賞佳作（1998年夏・1999年秋・2000年春）を経て2000年10月の週刊ヤングマガジン(YM)月間賞佳作入選を期に、12月増刊号YM GT（クルマ増刊）『ガタピシ車でいこう!!』で漫画家デビュー。同年YM本誌で連載を開始。2006年よりYM専属契約からフリーになり、以降も様々な誌面・媒体で活動。「ガタピシ車」シリーズはYM誌での連載終了後も自動車雑誌、WEBマンガ等で執筆中。

## 人物・エピソード
- エンスージアスト（自動車の愛好家）であり、大のレストア好きでもある。それらの知識や経験を活かし、旧車を題材にした作品を多数執筆している。古い自動車、壊れそうな自動車等の総称として「ガタピシ車」という単語を広めた。
- 東京デザイナー学院職員、グラフィックデザイナー、吹き付け塗装工、壁画描き、PCインストラクター、固定資産税調査員[2]等を経て、30歳の時に勤めていた塗装会社が倒産したのを期に漫画家を目指す。[3]
- 神奈川県横浜市鶴見町生まれ9歳の時に千葉県船橋市に転居。20歳で実家を出てから数年ごとに転居を繰り返している。2023年30回目の引越しを行なった。
- 塗装会社時代は公共事業の壁画を専門に施工、ダムや河川敷等日本中に作品が残る。山本マサユキ壁画の地図
- 2011年に板橋区の三軒長屋建築の廃屋を買い取り、自宅にセルフリフォームした。
- 2016年より自家焙煎「うずらコーヒー」の生産・販売を開始。（現在はイベント等のみでの販売）
- 2017年、一階にレンタルフォトスタジオ「イセッタスタジオ」を開設。名称は3輪自動車の「イセッタ」だがスタジオ内に展示されていたのは3輪自動車メッサーシュミットKR200であった(2022年6月閉鎖)
- 2023年、江東区の4階建廃ビルを購入、新たな拠点とする
- 2023年現在の所有車はスズキ エブリイDA52v、スズキ ジムニーJA22、BMW R90/6、BMW イセッタ300、バモスホンダTN360。過去にはFIAT PANDA、FIAT 500L、三菱 JEEP J36、RENAULT 4、メッサーシュミット KR200などを所有していた事が出版物等より確認できる。
- 新谷かおるのアシスタントをした事がある。[4]
- 山本がTwitterでフォローしたファン達から、愛車の故障報告が相次いだことから「＃山本マサユキにフォローされると車が壊れる都市伝説」というタグが作られた。ネガティブな意味合いでは無くガタピシ車乗りの自虐ネタ（故障自慢）として使われている。

## 作品一覧

### 連載中
- 試乗天国(ヤンマガWEB)2022/7〜
- Webガタピシ車
- ガタピシ車おじさん危機一髪(ベストカー、 1巻〜）2021/8〜
- ガタピシ車おじさん危機一髪( 2巻）

### 連載終了
- ガタピシ車でいこう!!（週刊ヤングマガジン、全4巻）
- ガタピシ車でいこう!! 迷走編（週刊ヤングマガジン、全4巻）
- ガタピシ車でいこう!! 暴走編（週刊ヤングマガジン、全4巻）
- 六本木リサイクルショップシーサー（週刊ヤングマガジン、単巻）
- ヘブンズ・ドライブ（オースーパージャンプ、単巻）
- 妹あいどる（別冊ヤングマガジン、単巻）
- 痛車でいこう!!（週刊ヤングマガジン、単巻）
- 奇食ハンター（ガタピシ車でいこう!!暴食編）（週刊ヤングマガジン、全5巻）
- タチコマなヒビ（月刊ヤングマガジン→マンガボックス　全8巻）
- ロジコマンガ（月刊ヤングマガジン）
- 日本裏名車道（ベストカー）2002年8月10日号〜2007年3月
- ライフ・オブ・セブンスリット（ジープイラストレイテッド）
- ガタピシXでいこう！（ニューモデルマガジンX、全1巻) 2013/7〜2014/7
- コダワリ中古車GET!! シリーズ(SAN-EI MOOK、全9巻 ）※漫画数ページと一部イラストを担当。2010/3
- JEEPLIFE（桜花出版）2015/11~2016/11
- うずらのカフェで会いましょう (ヤングジャンプコミックスDIGITAL、全1巻) 2016/5〜2017/3
- ガタピシ車でコネクト！（マンガコネクト、Kindle版全2巻）2018/8〜2019/4
- 100万円で家を建てる（ヤンマガWEB、 1巻〜）2021/2〜7

### その他
- ジムニーで行こう！（ジムニープラス）
- 姫ウズラの飼育日記（プロスタッフ、2020年よりアルテイシア出版より刊行）2010/9
- ガタピシ内燃機vol.1~2(モーターマガジン）
- ワシントンポスト・インタビュー
- エンスーCARガイドSP、ビートブック、ラシーン、スイスポ、その他（STRUT）2008〜2009
- エンスー天国1、2(NEKO MOOK)
- 痛車倶楽部１、2(NEKO MOOK)
- GG、イラスト（GG)
- ちょっと古いフランス車（NAVI)
- インタビュー記事（NAVICARS35)
- 高機動車（NAVICARS38)
- CARトップ、イラスト（交通タイムス社）
- 攻殻機動隊入門 あらいず（TOKYO MX）第4回から第13回まで『ロジコマンガ』を原案としたショートアニメが全10回放送された。
- 攻殻機動隊ゴースト・インザ・シェル　コミックトリビュート　1編参加（週刊ヤングマガジン、単巻）
- HondaMagazine2021 vol.41 N-BOXイラスト
- HondaMagazine2022 January 動画キャラクターデザイン、原画
- HondaMagazine2021 vol.42 N-BOX(マンガ)

### 映像化電子書籍
- ch31（漫画元気発動計画Domix）